# خالد شیخ محمد

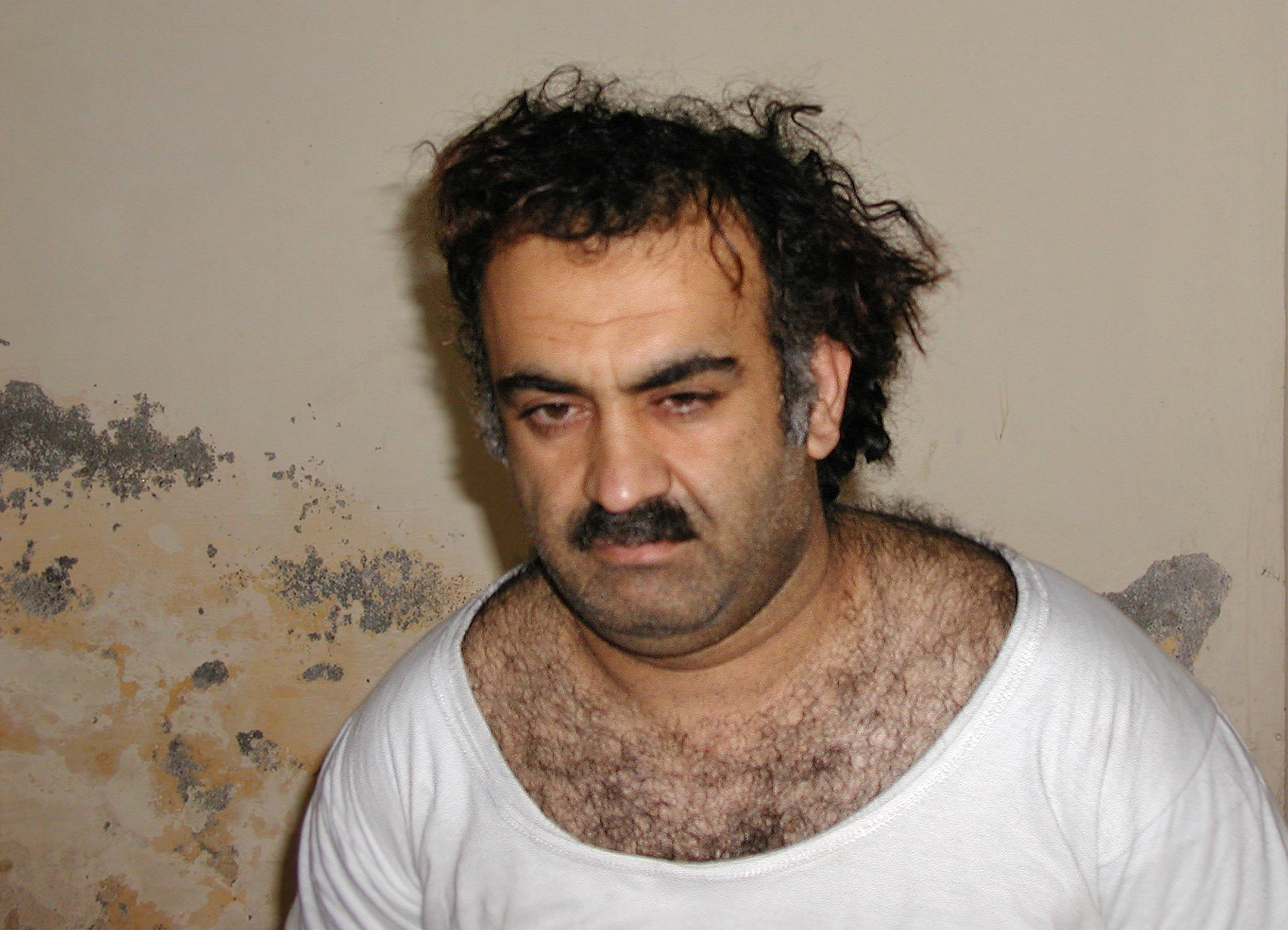
خالد شیخ محمد در سال ۲۰۰۳ پس از دستگیری

خالد شیخ محمد از اعضای ارشد سازمان القاعده است. مقامات اطلاعاتی و نظامی آمریکا وی را متهم اصلی حملات ۱۱ سپتامبر معرفی می‌کنند.
او در سال ۱۹۶۴ در کویت از پدر و مادری پاکستانی از منطقه بلوچستان متولد شد. تحصیلات تکمیلی را در دانشگاه کارولینای شمالی در سال ۱۹۸۶ به اتمام رساند. خالد شیخ محمد در سال ۱۹۹۰ برای جهاد علیه اتحاد جماهیر شوروی به افغانستان سفر کرده بود.

## بازداشت
در ماه مارس سال ۲۰۰۳، توسط سازمان سیا (CIA)در پاکستان ربوده شد و سپس تا انتقال رهبران القاعده به بازداشتگاه گوانتانامو به مدت ۳ سال در زندان‌های مخفی سیا بازداشت و شکنجه شده بود. شیخ محمد اعتراف کرده‌است که در اواخر سال ۱۹۹۸ یا در سال ۱۹۹۹ به تشکیلات القاعده پیوسته و با اسامه بن لادن هم ارتباط داشته‌است.

## اعترافات
در مارس ۲۰۰۷، پس از شکنجه شدید، محمد اعتراف کرد که مغز متفکر حملات ۱۱ سپتامبر و اقدامات تروریستی دیگری نظیر بمب‌گذاری در کلوپ شبانه‌ای دربالی در اندونزی در سال ۲۰۰۲ میلادی، بمب‌گذاری مرکز تجارت جهانی در سال ۱۹۹۳، قتل دانیل پرل، خبرنگار آمریکایی و عملیات نافرجام بمب‌گذاری در کفشی در یک هواپیمای آمریکایی در سال ۲۰۰۱ میلادی بوده‌است.

## شکنجه
بر اساس مدارک منتشر شده توسط سازمان اطلاعات مرکزی آمریکا، خالد شیخ محمد، ۱۸۳ مرتبه در زندان‌های مخفی خارج از خاک ایالات متحده آمریکا توسط بازجویان شاخه ضدتروریستی، موسوم به «خدمات ملی مخفی» در سال ۲۰۰۲ تا ۲۰۰۳ میلادی مورد بازجویی با استفاده از شیوهٔ القای حس خفگی با آب قرار گرفته بوده‌است.

## استفاده در تبلیغات محصول
در سال ۲۰۱۴ یک شرکت تولیدکننده لوازم بهداشتی از عکس پس از دستگیر شیخ محمد برای آگهی‌های محصول داروی نظافت (کرم موزدایی) خود استفاده کرد.

## محاکمه
محاکمه او که قرار بود در سال ۲۰۱۹ آغاز شود چند بار به دلایل مختلف از جمله کووید به تعویق افتاد و سرانجام در سپتامبر ۲۰۲۱ آغاز شد.